# Stewardship de antimicrobianos
Stewardship de Antimicrobianos refere-se a um conjunto de práticas e estratégias que visam otimizar o uso de antimicrobianos, como antibióticos, antivirais e antifúngicos, para combater a resistência microbiana e melhorar os resultados clínicos. O termo “stewardship” implica a responsabilidade e a gestão cuidadosa dos recursos, e, nesse contexto, o foco está em assegurar que os medicamentos antimicrobianos sejam utilizados de forma eficaz e apropriada.

Importância
A resistência a antimicrobianos é um problema crescente em todo o mundo, representando uma ameaça significativa à saúde pública. O uso inadequado de antimicrobianos, seja por prescrições excessivas ou pela automedicação, contribui para o desenvolvimento de cepas resistentes de microrganismos. As iniciativas de stewardship visam:
- Reduzir a resistência microbiana: Através do uso prudente de antimicrobianos, é possível minimizar a pressão seletiva que promove a resistência.
- Melhorar a segurança do paciente: O uso apropriado de antimicrobianos pode reduzir os efeitos colaterais e as complicações associadas ao tratamento.
- Otimizar os resultados clínicos: Um uso mais eficaz dos antimicrobianos pode levar a melhores desfechos para os pacientes.

Papel do Profissional Farmacêutico
Os farmacêuticos desempenham um papel crucial nas iniciativas de stewardship de antimicrobianos. Sua formação e expertise em medicamentos permitem que eles contribuam de várias maneiras:
- Avaliação de prescrições: Os farmacêuticos podem revisar e monitorar prescrições de antimicrobianos, garantindo que sejam adequadas e baseadas em diretrizes clínicas.
- Educação dos profissionais de saúde: Eles podem oferecer treinamentos e orientações sobre a seleção adequada de antimicrobianos e sobre as implicações do uso inadequado.
- Aconselhamento aos pacientes: Os farmacêuticos podem educar os pacientes sobre o uso correto de antimicrobianos, reforçando a importância de completar os tratamentos e evitar a automedicação.
- Implementação de protocolos: Participam da elaboração e implementação de protocolos de tratamento que favorecem o uso racional de antimicrobianos.

Práticas de Stewardship
As práticas de stewardship podem incluir:
- Educação e conscientização: Treinamentos para profissionais de saúde sobre a prescrição adequada de antimicrobianos.
- Protocolos de tratamento: Desenvolvimento de diretrizes baseadas em evidências para o uso de antimicrobianos em diferentes contextos clínicos.
- Monitoramento e revisão: Avaliação contínua do uso de antimicrobianos e dos resultados clínicos, ajustando as práticas conforme necessário.
- Uso de testes laboratoriais: Incentivo à realização de culturas e testes de sensibilidade antes da prescrição de antimicrobianos.

Exemplos de Programas
Diversos hospitais e instituições de saúde ao redor do mundo implementaram programas de stewardship de antimicrobianos, com resultados positivos. Estes programas frequentemente incluem:
- Revisões regulares de prescrições de antimicrobianos.
- Intervenções direcionadas para mudar a prática de prescrição.
- Relatórios de dados sobre o uso de antimicrobianos e a resistência observada.

Conclusão
O stewardship de antimicrobianos é uma abordagem crítica para enfrentar a resistência microbiana e garantir que os antimicrobianos permaneçam eficazes no tratamento de infecções. A implementação de estratégias de stewardship, com a participação ativa de farmacêuticos, é essencial para proteger a saúde pública e promover o uso responsável desses medicamentos.
Referências
1. ↑  World Health Organization (WHO). (2015). Global Action Plan on Antimicrobial Resistance.
2. ↑  Centers for Disease Control and Prevention (CDC). (2019). Core Elements of Hospital Antibiotic Stewardship Programs
3. ↑  Dellit, T.H., et al. (2007). "Guidelines for developing an institutional program to enhance antimicrobial stewardship." Clinical Infectious Diseases, 44(2), 159-177.
4. ↑  Hulscher, M.E., et al. (2010). "Interventions to improve antibiotic prescribing practices." Cochrane Database of Systematic Reviews, (1).